# Christus triumphans

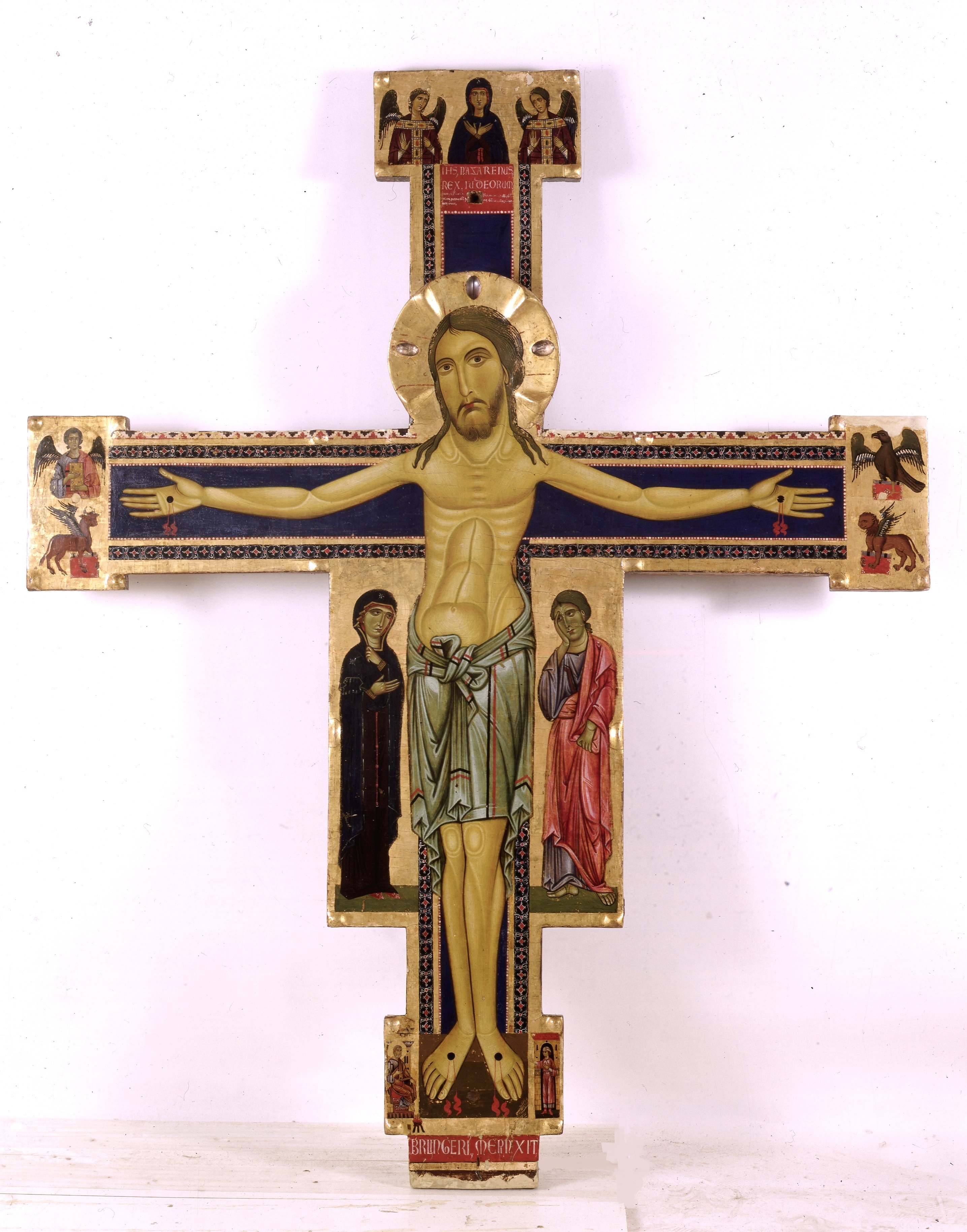
Berlinghiero Berlinghieri, ca. 1220, Lucca, Pinacoteca Civica.

Christus triumphans is een iconografie van de gekruisigde Christus, typisch voor de Byzantijnse stijl, waar de gekruisigde levend wordt afgebeeld, met een serene rustige gelaatsuitdrukking en geopende ogen. Men wilde hiermee aanduiden dat Christus getriomfeerd had over de dood. Hij hangt niet aan het kruis, maar staat er als het ware voor met gespreide, horizontaal gehouden armen. Hij zakt ook niet door zijn benen maar steunt stevig op zijn voeten die naast elkaar zijn vastgenageld op het kruis. De doornenkroon, een standaardattribuut in latere passietaferelen in de kunst, ontbreekt hier. Op de panelen die vaak naast het lichaam van Christus werden toegevoegd (de tabelloni), zien we links de Maagd Maria die haar Zoon, de Verlosser, aanwijst en rechts de heilige Johannes. Soms komen ook andere taferelen op de tabelloni voor zoals de berouwvolle Petrus op het Bandini-kruis en een passiecyclus op het Rosano-kruis. Dit type van Christusbeeld kwam veel voor in Italië tot de helft van de dertiende eeuw, om daarna plaats te maken voor de Christus patiens.
In totaal zijn er in Italië ongeveer 19 monumentale kruisbeelden uit de 12e en 130 uit de 13e eeuw bewaard gebleven, vooral in Toscane en Umbrië treft men dit type van kunstwerken regelmatig aan.
Enkele bekende voorbeelden zijn: 
- Kruisbeeld van Fondi, eerste helft vande 12e eeuw, Fondi, San Pietro Apostolo (beschadigd bij bombardementen in 1944)
- Het kruisbeeld van de dom van Spoleto, Alberto Sotio, 1187, Spoleto, , Kathedraal
- Kruis van Sarzana, Maestro Giglielmo, 1138, Sarzana, kathedraal van Santa Maria Assunta
- Kruis met de berouwvolle Petrus, ca. 1230-1240, Fiesole, Museo Bandini
- Kruis van Treglio,  eerste helft 13e eeuw, Bonaventura Berlinghieri
- Kruis van Rosano, ca. 1128, Monastero di Santa Maria a Rosano
- Kruis van het Victoria en Albert Museum, 12e eeuw, Londen, Victoria and Albert Museum
- Kruis van Fucecchio, 1230-1235, Berlinghiero Berlinghieri, Pisa, Museo nazionale di San Matteo
- Kruis van Lucca, 1230-1235, Berlinghiero Berlinghieri, Lucca, Pinacoteca Civica
- Kruis van de Maestro del Bigallo, 1235-1250, Maestro del Bigallo,

## Galerij

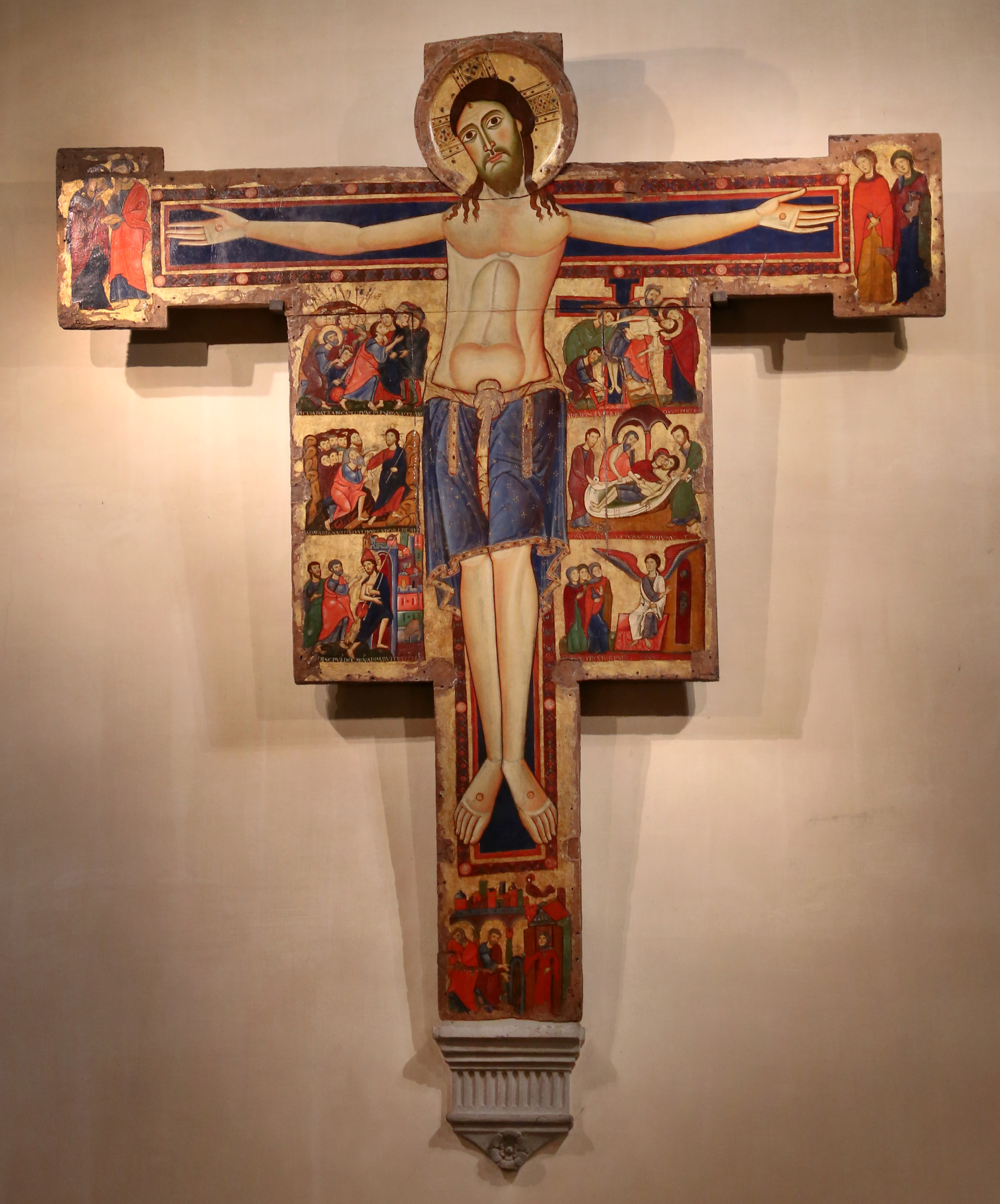
Kruis van Rosano, ca. 1128
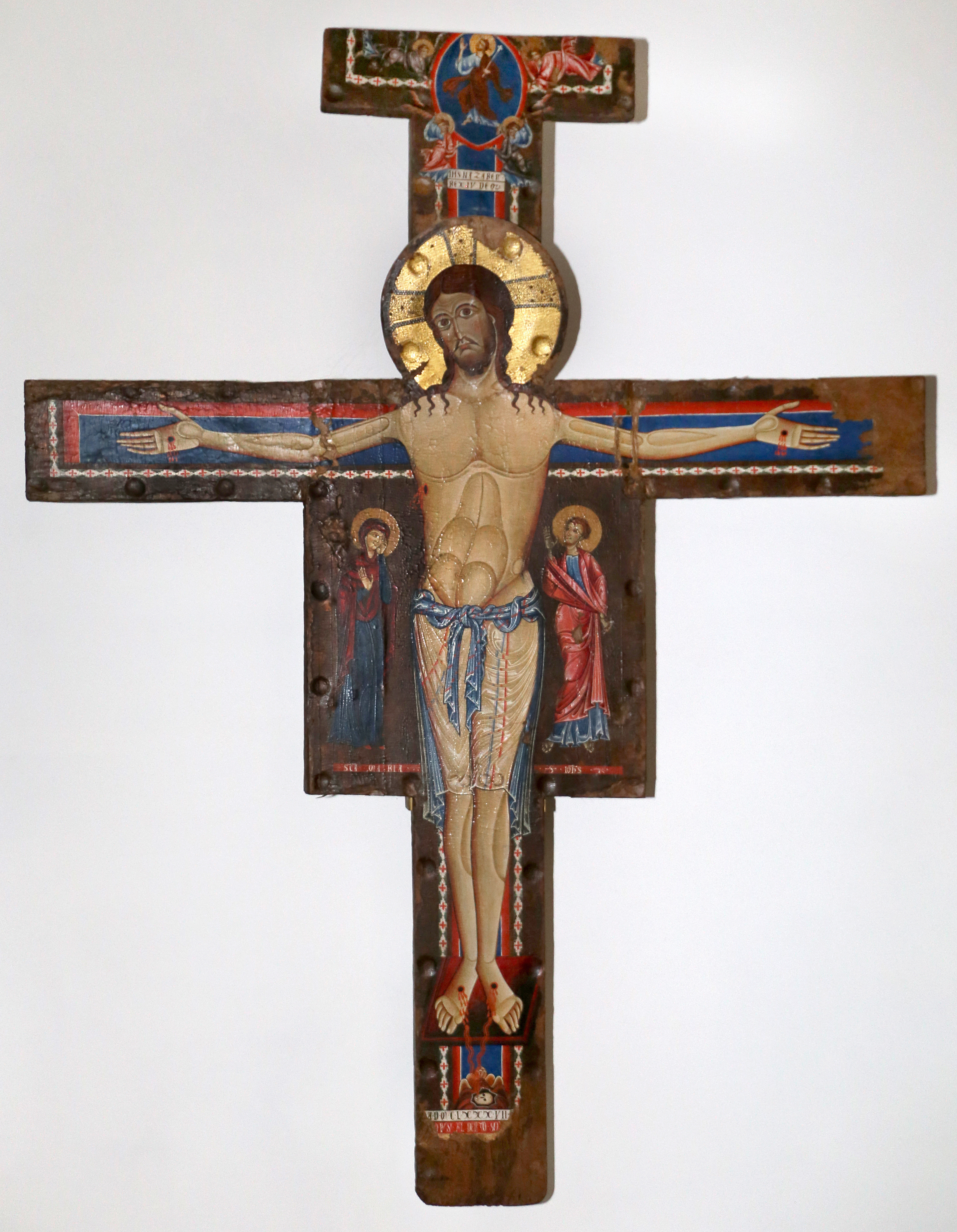
Het kruisbeeld van de dom van Spoleto, 1187
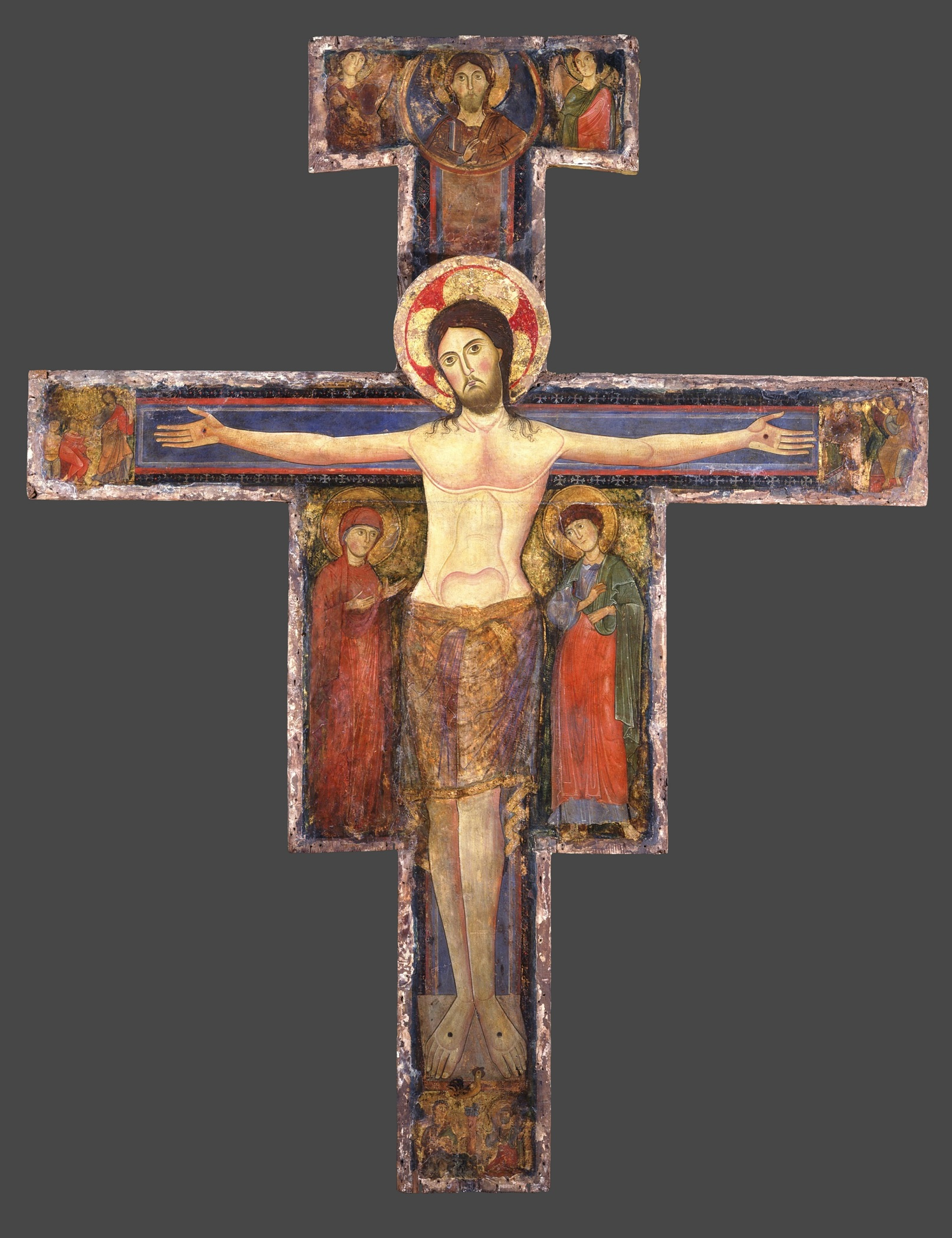
Kruis van het Victoria en Albert Museum
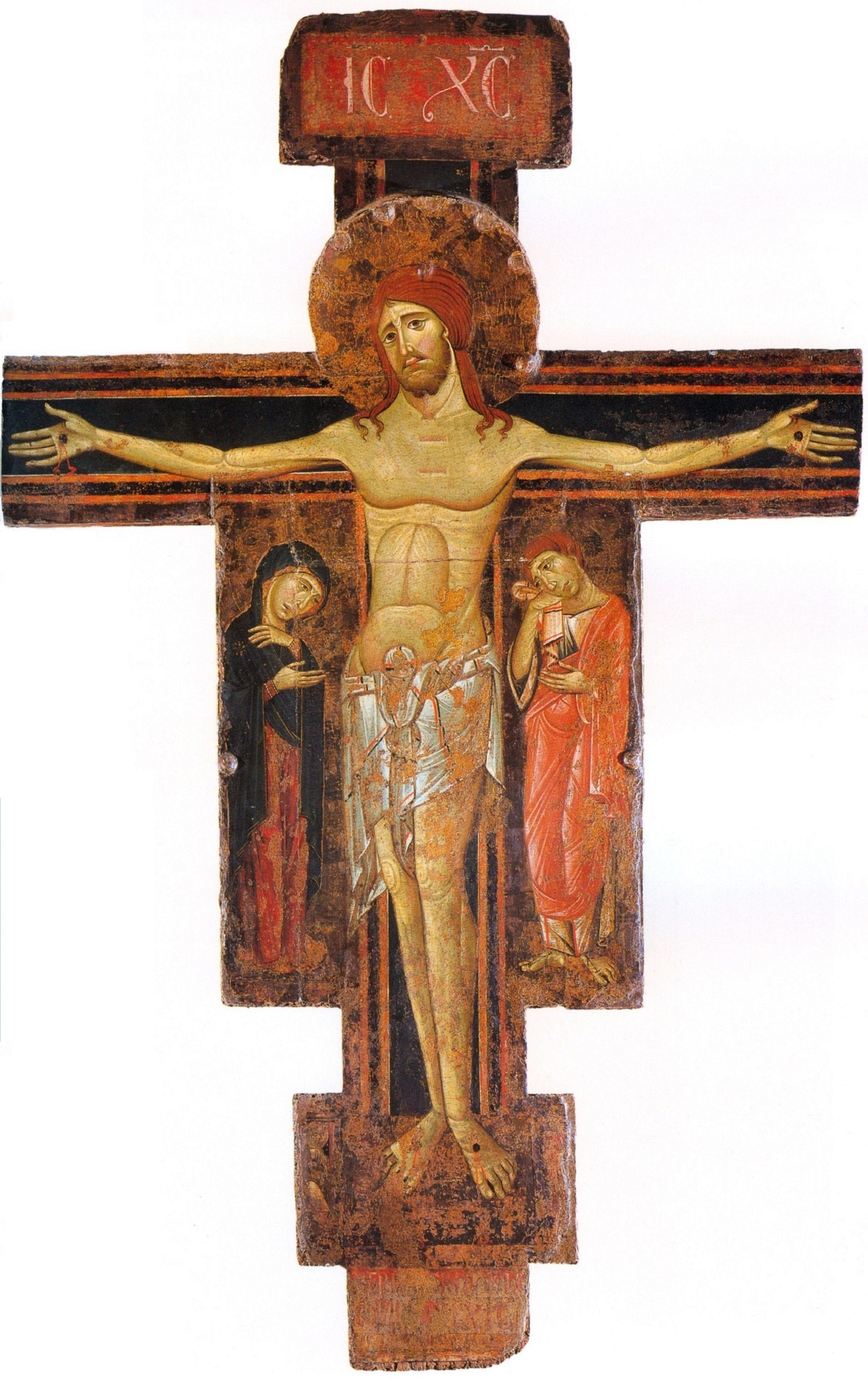
Kruis van Fucecchio, 1230-1235
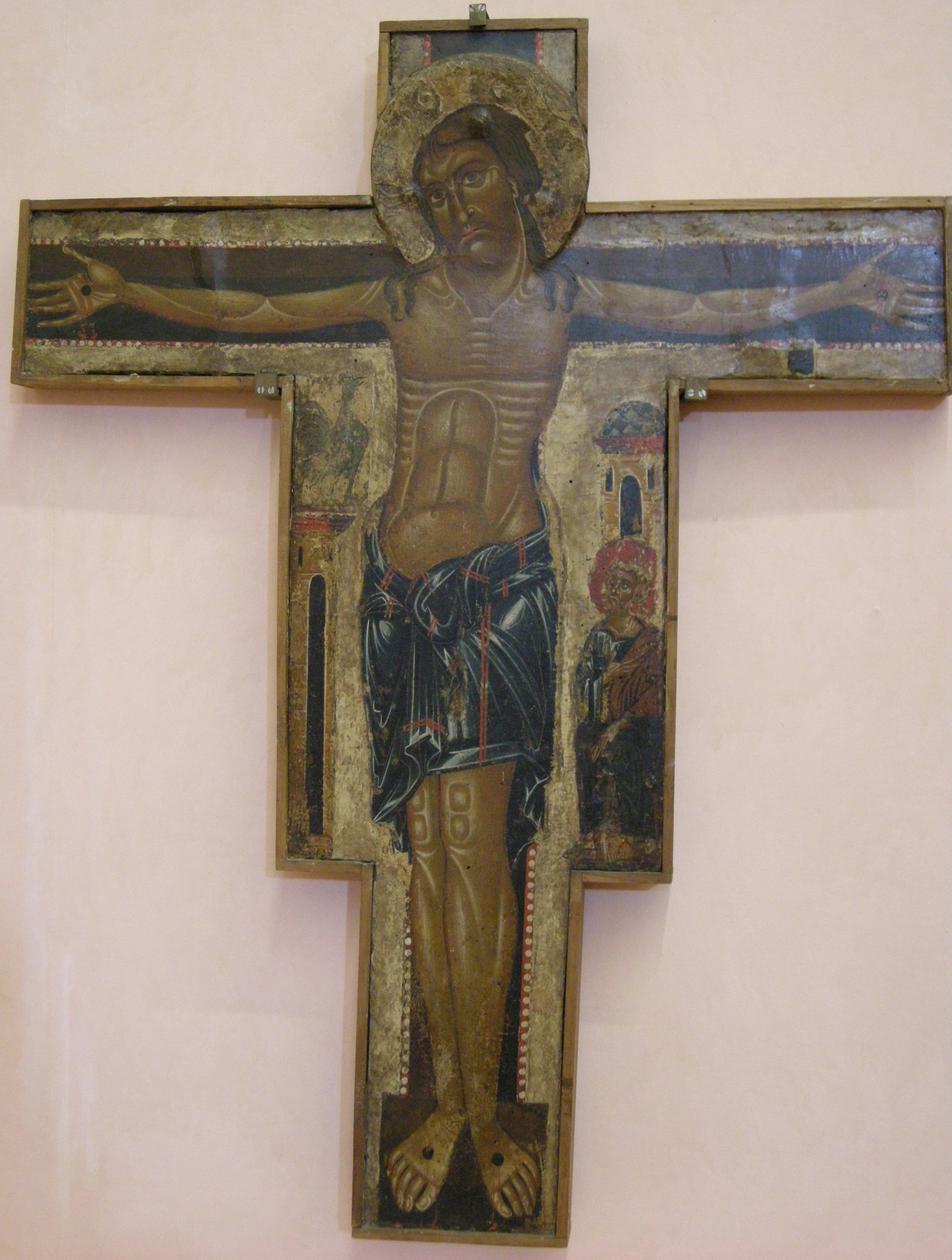
Bandini, 1230-1240
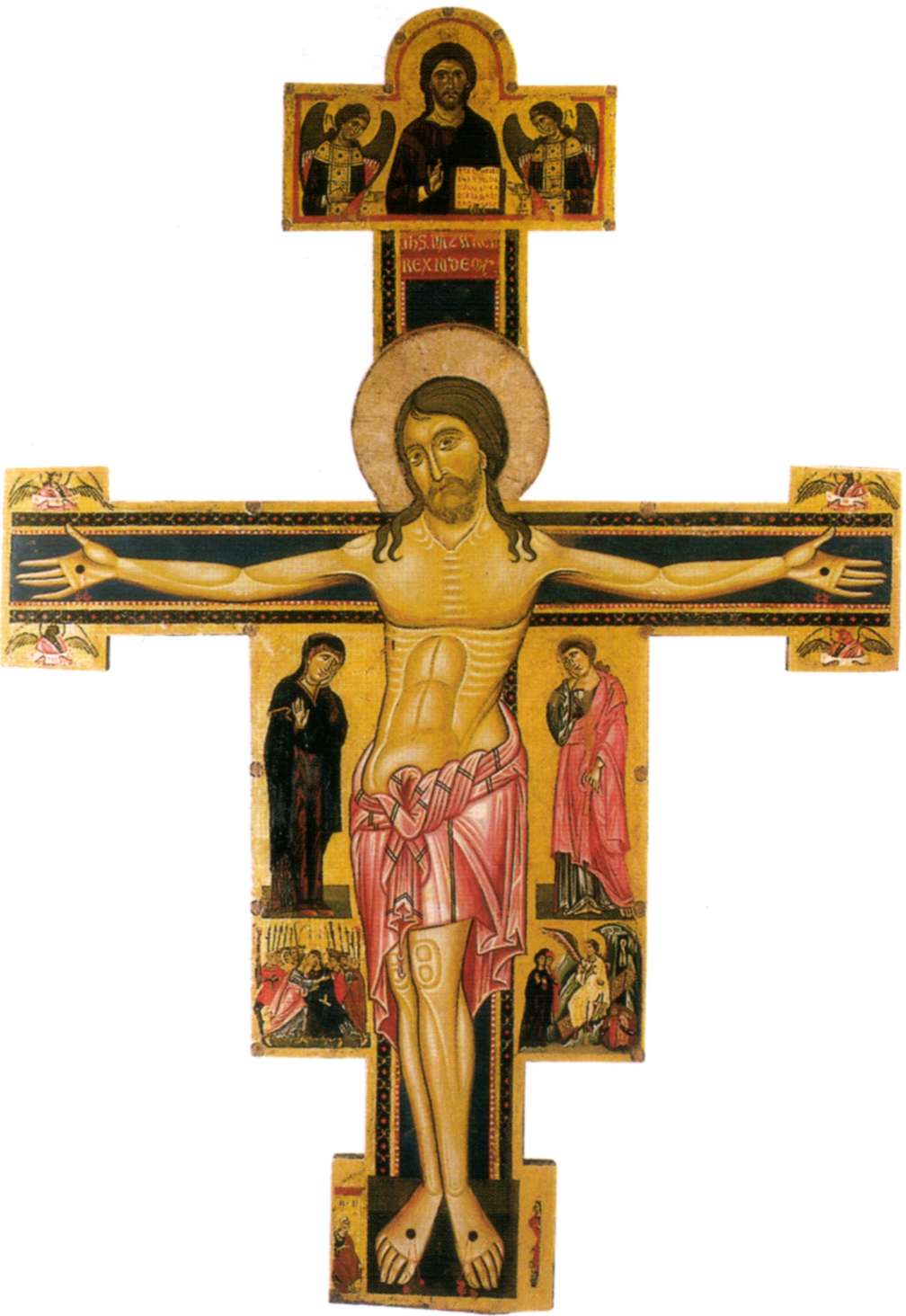
Kruisbeeld van Tereglio, ca. 1240
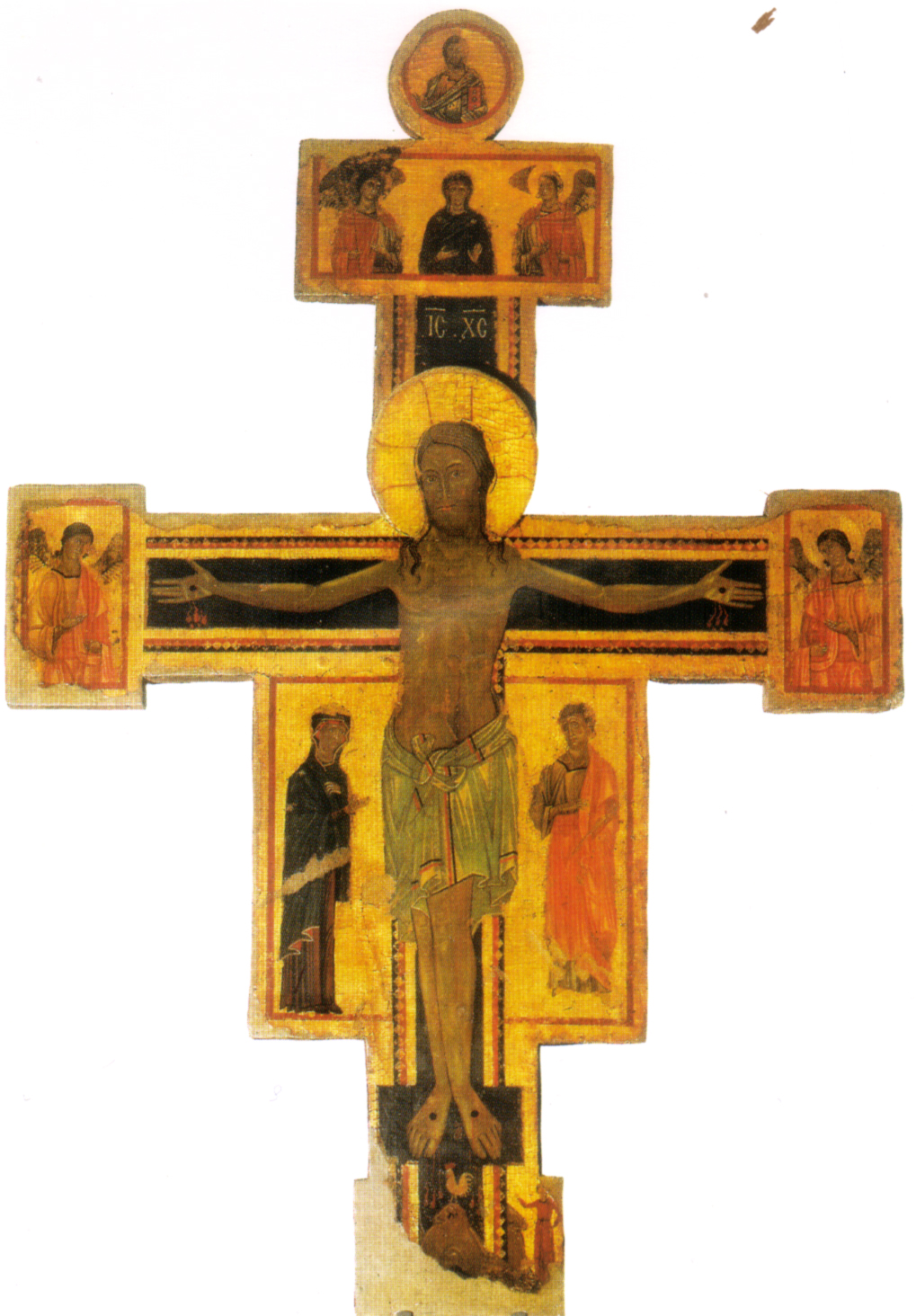
Kruis van de Maestro del Bigallo, 1235-1250